# Troya Müzesi

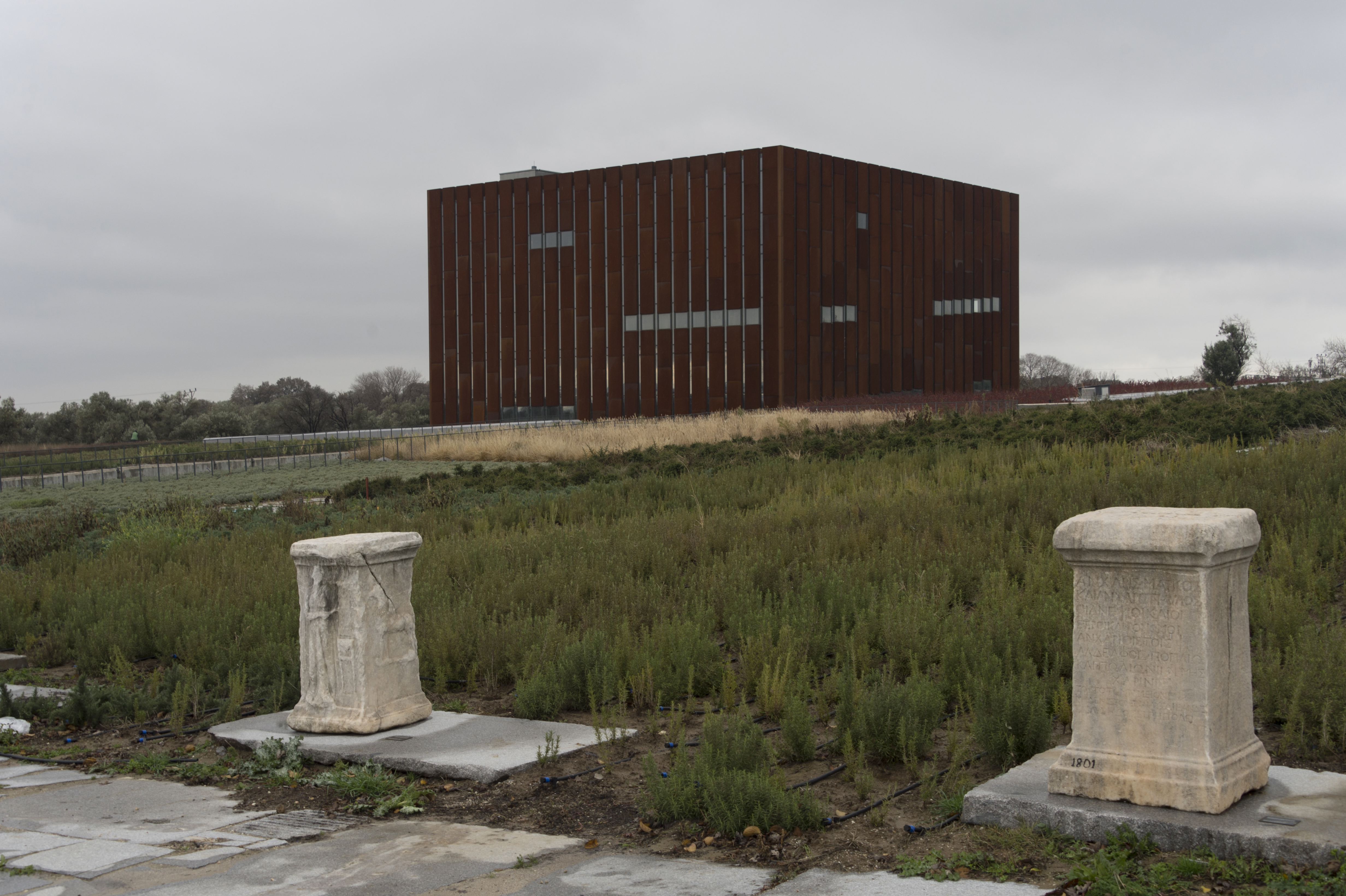
Außenansicht des Museums

Das Troya Müzesi (auch Truva Müzesi; deutsch: Troja-Museum) ist ein archäologisches Museum zu den antiken Stätten von Troja im Nordwesten der Türkei. Es zeigt in sieben Ausstellungskapiteln historische Artefakte aus Troja und nahen antiken Städten. Museumsdirektor ist seit der Eröffnung Rıdvan Gölcük.

## Geschichte

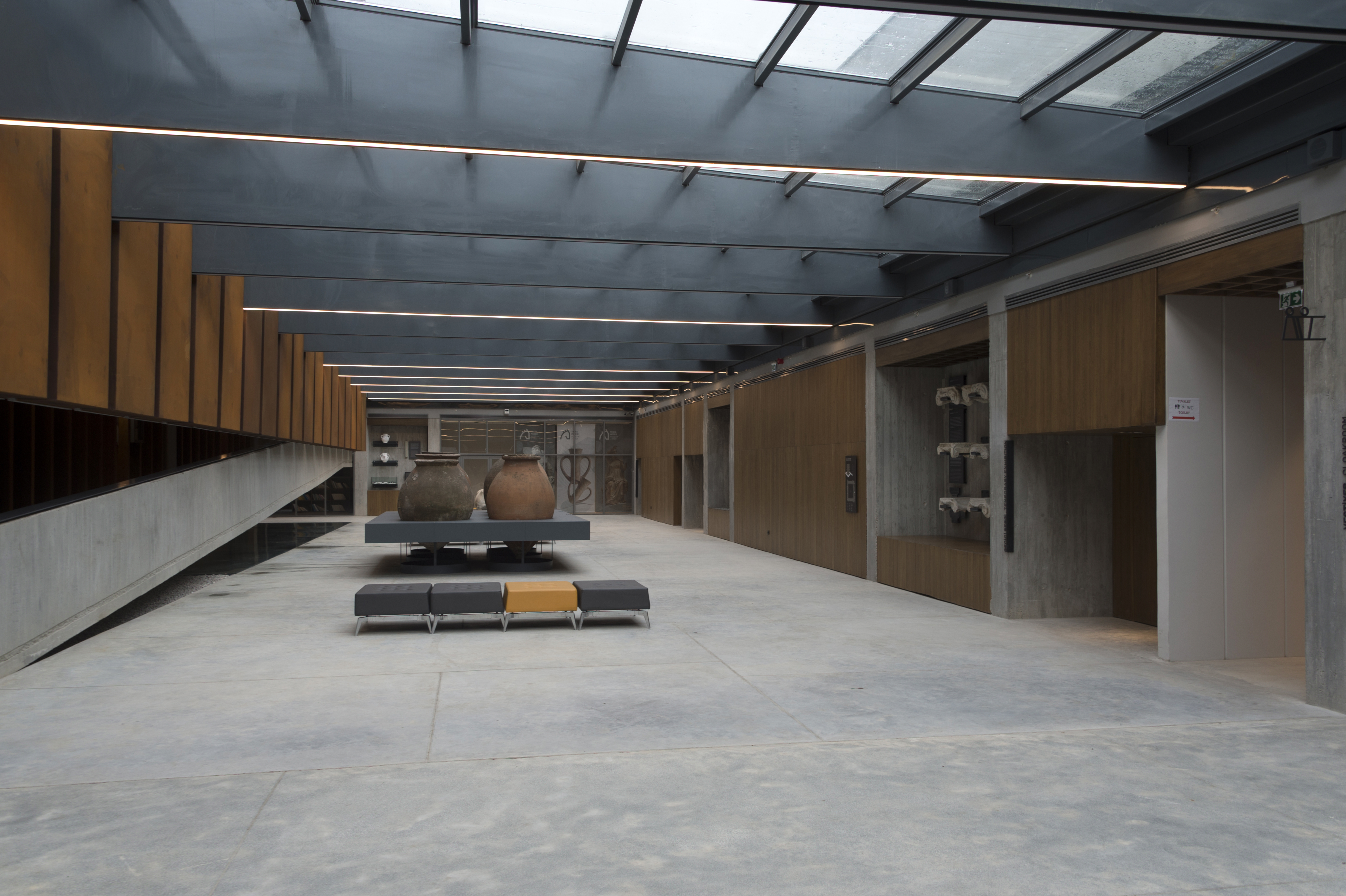
Blick ins Innere des Museums

Die Planungen für das Museum begannen 2012, als die türkische Regierung rund 10 Hektar Land an der Zufahrt zur Ausgrabungsstätte südlich des Dorfes Tevfikiye enteignete. Die Ausschreibung des Architekturwettbewerbs gewann das Architekturbüro Yalın Mimarlık. Die Bauarbeiten begannen 2013, mussten 2015 aufgrund von Problemen beim Bau unterbrochen werden und wurden 2017 wieder aufgenommen. Das Museum wurde schließlich am 10. Oktober 2018 eröffnet.

## Architektur
Das Museum befindet sich rund 600 Meter östlich der Ausgrabungsstätte am Rande des Ortes Tevfikiye in der Provinz Çanakkale im Nordwesten der Türkei. Das kubische Gebäude mit vier Geschossen wurde über einem quadratischen Grundriss errichtet. Die Außenhaut des Baus besteht aus rostendem Cortenstahl, der von schmalen Glasfenstern durchbrochen ist und den Eindruck erwecken soll, es sei selbst Teil der Ausgrabungen. Das Innere des Museums wird von Sichtbeton bestimmt.
Die Höhe des Gebäudes soll die Höhe des Hisarlik vor Beginn der Ausgrabungen darstellen. Zwei der vier Geschosse sind im Boden versenkt. Die Ausstellungsfläche beträgt rund 2.700 m², die Gesamtfläche 12.750 m². Die Ausstellungsflächen von jeweils 32 × 32 m sind im Erdgeschoss von Arbeits- und Lagerräumen umgeben. Im Untergeschoss befinden sich Funktionsräume. Der Eingang des Museums führt über eine 12 Meter breite Rampe zu einem Eingang im Boden.
Die Baukosten betrugen rund 45 Millionen Türkische Lira (ca. 7,3 Millionen Euro).
Für die Architektur zeichnet das Büro Yalın Mimarlık (Omer Selcuk Baz) verantwortlich.

## Bestand und Präsentation

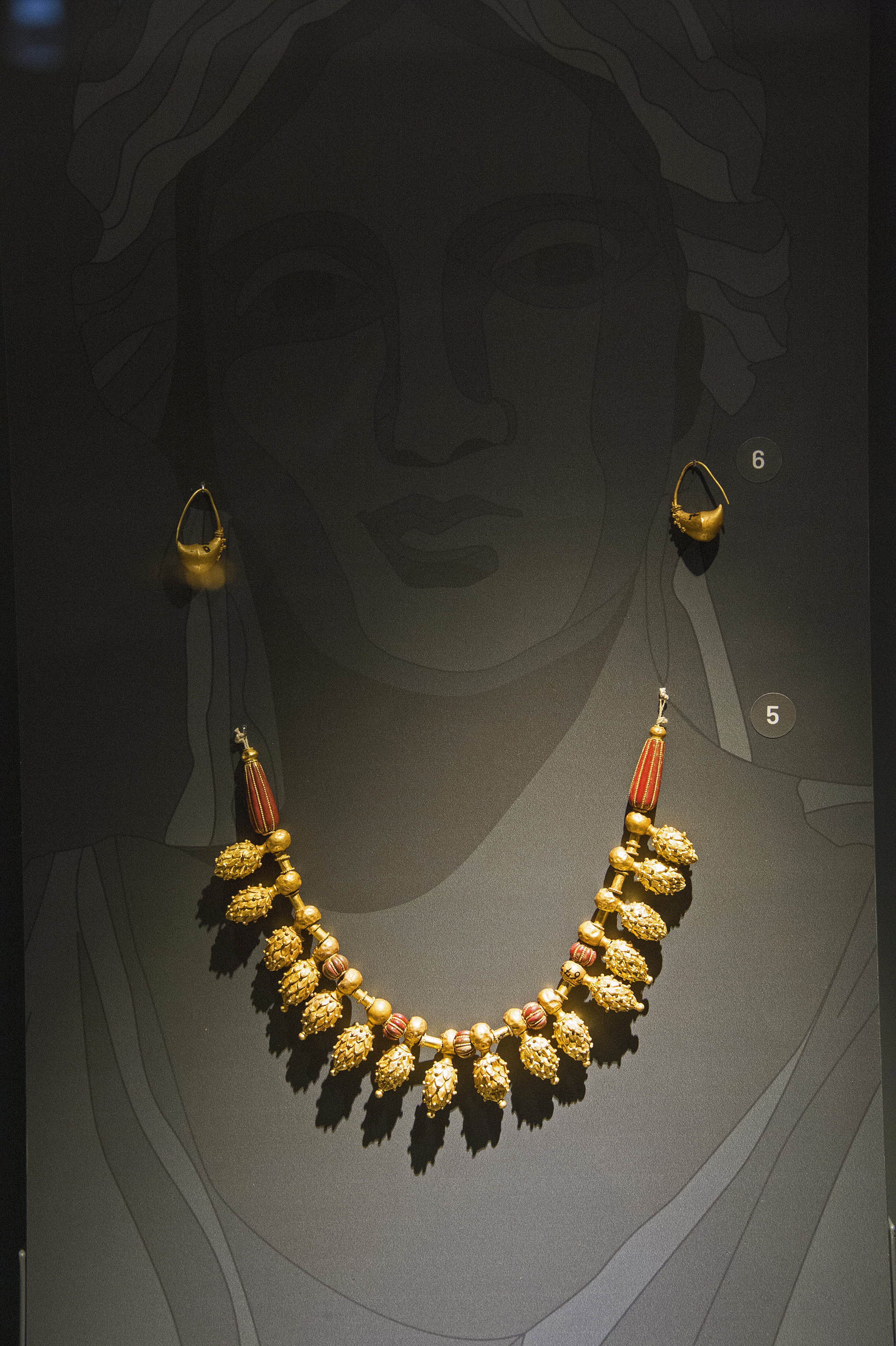
Goldene Halskette

Den Kernbestand des Museums der Sammlung des Museums bilden Objekte aus dem Archäologischen Museum Çanakkale, das bis zur Errichtung des neuen Museums für die Funde aus der Troas zuständig war und geschlossen wurde, ferner einige Objekte aus dem Archäologischen Museum Istanbul und dem Museum für anatolische Zivilisationen in Ankara. Ausgestellt sind rund 2.000 Exponate aus der Museumssammlung, die rund 40.000 Stücke umfasst.
In den Nischen der Wände der Eingangsrampe stehen Grabsteine und große Statuen, die von Fotografien der unterschiedlichen Ausgrabungsebenen von Troja begleitet werden. Im Eingangsbereich findet man Informationen zur Archäologie, archäologischen Methoden und zur Zeit von Troja. Das Museum verfügt über mehrere Dioramen.

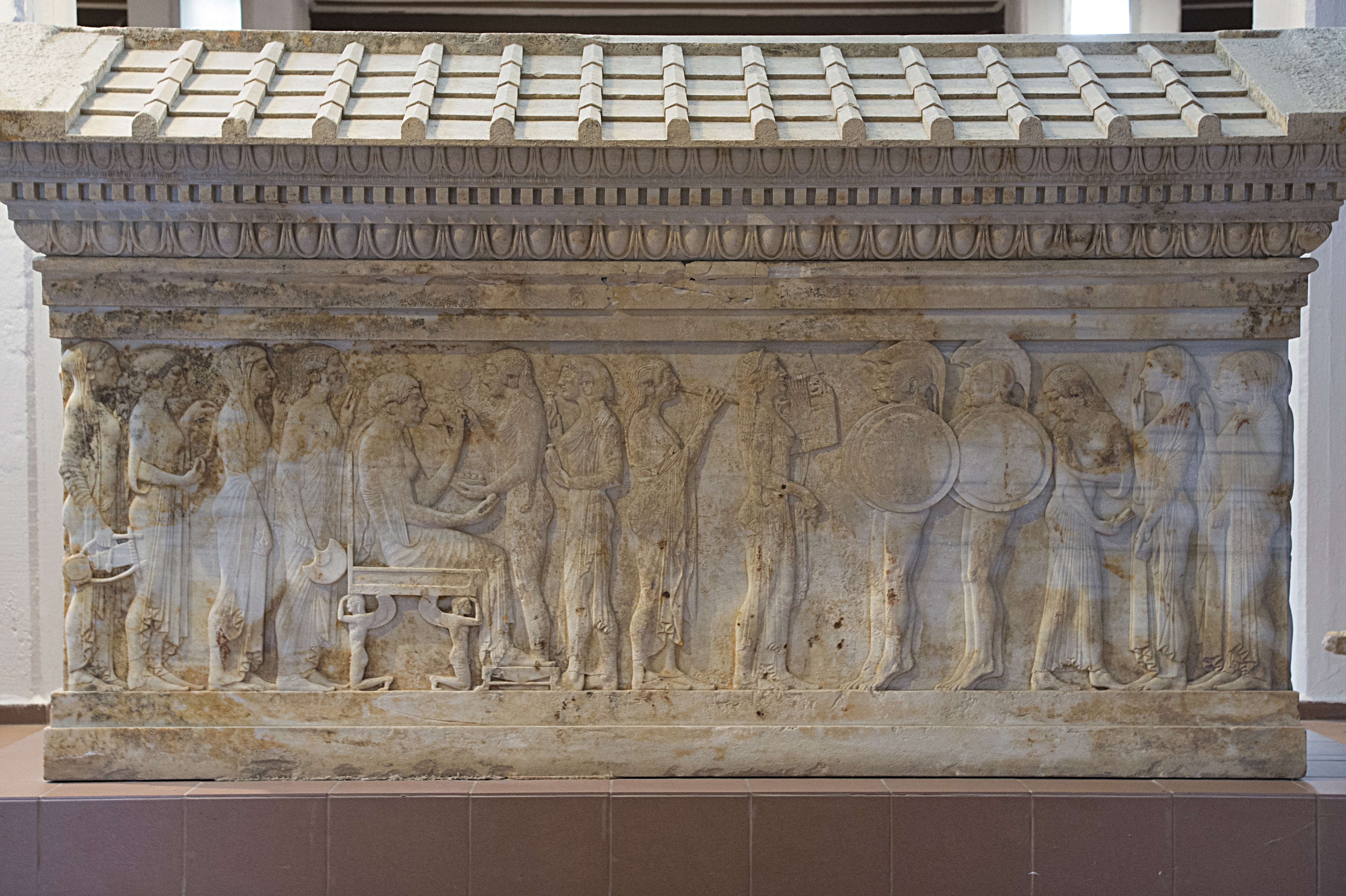
Polyxenasarkophag

Die Dauerausstellung des Museums ist in sieben Kapitel unterteilt. Das Erdgeschoss widmet sich der antiken Region Troas (heute Halbinsel Biga). Dazu gehören Exponate aus Ausgrabungen in den antiken Städten Assos (Behramkale), Tenedos, Parium, Alexandria Troas, Chryse, Lampsacus, Thymbra, Tavolia und Imbros. Im ersten Obergeschoss sind Exponate aus den Ausgrabungen in Troja zu sehen und die Ausgrabungssituation wird dargestellt. Das zweite Geschoss zeigt das Leben in der Antike anhand von Exponaten. Im dritten Obergeschoss wird die Ausgrabungsgeschichte der antiken Stätten von Troja erzählt. Eine Dachterrasse erlaubt einen Überblick über die Umgebung und den nahen Grabungshügel.
Zu den Exponaten gehören Ungentarien, Parfümfläschchen aus Glas und Terrakotta, Statuetten, Goldschmuck, Halsketten und Armbänder, Münzen, Ornamente, Objekte und Werkzeuge aus Knochen, Metallkästchen, Terrakotta-Geschirr, Waffen, Äxte und Messer, Meilensteine, Inschriften, Altäre, Sarkophage und Skulpturen aus 5000 Jahren trojanischer Geschichte. Zu den bedeutendsten Stücken zählen zwei griechische Sarkophage mit Reliefs: Der Polyxenasarkophag mit Darstellung des Opfers der Polyxena aus Gümüşçay, der 1994 ausgegraben wurde, und ein Sarkophag mit Jagddarstellungen aus Altıkulaç in der Umgebung von Çan mit reichen Spuren von Farbigkeit. Die Grabkammer des Dedetepe-Tumulus ist im Museum wiederaufgebaut. Im Garten des Museums befinden sich Säulen, Stelen und Kapitelle.

## Auszeichnungen
Das Museum erhielt 2020 den European Museum of the Year Special Appreciation Award und den European Museum Academy Special Award.